# Jacques Hilpert
Pour les articles homonymes, voir Hilpert.
Jacques Émile Marie Joseph Hilpert, né à Paris 6e le 11 septembre 1881 et mort le 15 novembre 1952 dans la capitale (7e arrondissement), est un peintre et dessinateur français. 

## Biographie
Fils d'un fonctionnaire de la préfecture de la Seine, il fait carrière comme chef du bureau de dessin de l'agence Havas. Il participe à la Première Guerre mondiale comme capitaine de réserve. Mobilisé au 247e régiment d'infanterie en 1914, il est légèrement blessé à Suippe en 1915. Il passe en 1916 au 4e régiment de zouaves et est rendu à la vie civile en 1919. Jacques Hilpert est animé au début du conflit de l'esprit patriotique et revanchard propre à sa génération. L'horreur des tranchées lui révèle une autre réalité. Graphiste et illustrateur militaire renommé, ce spécialiste de l'épopée napoléonienne, qui constituait un des grands thèmes de sa production avant la guerre, puise une nouvelle inspiration dans la réalité du front, imprégnant ses dessins de tonalités dramatiques et détrempées prises sur le vif. 
L'œuvre de cet uniformologiste minutieux se compose de nombreuses illustrations réalisées pour des périodiques et des ouvrages historiques, ainsi que d'aquarelles. Il participe notamment à l'illustration de la série d'ouvrages Les uniformes du Premier Empire du commandant Bucquoy.

## Distinctions
Chevalier de la Légion d'honneur en 1929, il était également officier d'Académie, titulaire de la croix de guerre 1914-1918 et officier du Ouissam alaouite. À sa mort, il était peintre honoraire de l'armée.

## Publication
Le bouton uniforme français : de L'Ancien Régime à fin juillet 1914 de Louis Fallous, 1915, 327 pages, avec 3 700 illustrations de Jacques Hilpert

## Source
- Dossier de Légion d'honneur de Jacques Hilpert dans la base Léonore